# Kamakura-Zeit

Daibutsu von Kamakura

Die Kamakura-Zeit (japanisch 鎌倉時代, Kamakura jidai; 1185/1187–1333) ist eine Epoche der japanischen Geschichte. Sie erhielt ihren Namen vom damaligen Regierungssitz des Shōgun in Kamakura. Sie markiert den Aufstieg des Kriegeradels gegenüber dem Hofadel in Kyōto, der in der Heian-Zeit noch dominierte.

## Vorgeschichte

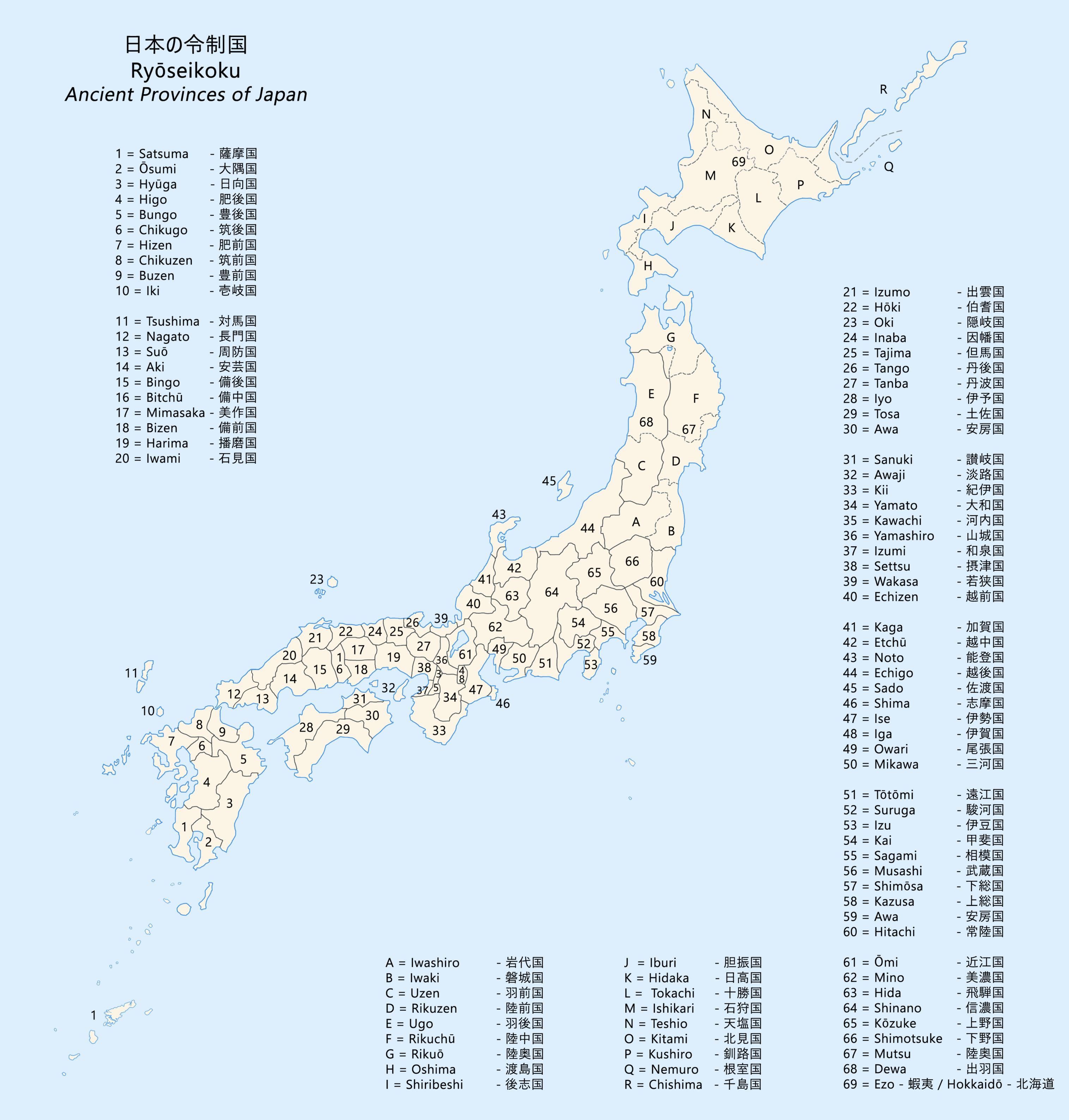
Provinzen in der Kamakura-Zeit (ohne Hokkaido und die Satsunan-Inseln)

Etwa seit 1150 war die Macht in Japan faktisch in der Hand der Klosterkaiser (院政, insei), offiziell abgedankter Regenten, die den amtierenden Tennō, also ihren Söhnen, nur repräsentative Aufgaben überließen. Dies hatte Auseinandersetzungen zwischen rivalisierenden Familien des Hochadels zur Folge.
Insgesamt wurde die Kontrolle der Zentralgewalt über die einzelnen Provinzen in dieser Zeit immer schwächer, in der die großen Kriegerfamilien (Samurai) zunehmend um die Vorherrschaft in Japan stritten: Allen voran die Taira und die Minamoto, die mächtigsten Familien im 12. Jahrhundert. 1160 kam es zur Heiji-Rebellion, einer gewaltsamen Auseinandersetzung zwischen den Taira und den Minamoto. Bei den Kämpfen wurde Minamoto no Yoshitomo, das Oberhaupt des Minamoto-Clans, getötet. Die Folge war, dass die Macht an den Schwertadel überging. Die Taira wurden während des Gempei-Krieges am 25. Juli 1185 in der Seeschlacht von Dan-no-ura endgültig von den Minamoto besiegt.
Viele hohe Posten wurden von da an von Mitgliedern der Familie Minamoto belegt. Der Handel, besonders mit dem China der Song-Dynastie, wurde wieder gefördert, und es wurden neue Häfen gebaut. Um die Loyalität der Provinzen zu behalten, wurden Lehen und Nutzungsrechte an die Fürsten vergeben.

## Errichtung des Shōgunats
Minamoto no Yoritomo (1147–1199) einer der Söhne des Oberhauptes der Minamoto, erhielt wegen seiner militärischen Leistungen 1192 vom Tennō den erblichen Titel des Seii Taishōgun und übernahm in Kamakura die Regierungsgeschäfte. Er vernichtete das bestehende System nicht, sondern überlagerte es durch militärische Elemente. Die Verwaltung lief über sein Hauptquartier in Kamakura, und die Macht lag jetzt allein bei den Kriegerfamilien, den bushi. Yoritomo wurde schon früh von den Hōjō aufgenommen und heiratete Hōjō Masako, die Tochter von Hōjō Tokimasa. Yoritomo starb 1199, worauf die Macht der Hōjō stieg. Nach einem Konflikt mit dem Kaiserhof wurden die kaiserlichen Truppen von den Hōjō unter der Führung von Hōjō Tokimasa vernichtet. Es begann eine neue Zeit des inneren Friedens. Die Hōjō entschieden hinter den Kulissen die kaiserliche Rangfolge.
1264 eroberten die Mongolen unter Kublai Khan China und forderten auch die Unterwerfung Japans. Doch das Bakufu lehnte ab und ignorierte die Drohungen.
In den Jahren 1274 und 1281 wehrten die Shogune im Nordwesten Kyūshūs zwei Invasionsversuche der Mongolen ab. Zweimal wurde dabei die von Koreanern gebaute mongolische Flotte von Taifunen vernichtet. Der Legende nach waren diese Winde von den Göttern (Kami) gesandt, daher der Name Kamikaze (Götterwind), allerdings wird nur der zweite Sturm als Kamikaze bezeichnet. Die Samurai forderten eine Belohnung für ihren Dienst, der jedoch nicht oder nur in geringem Umfang vom Shogunat gewährt werden konnte, da bei der Verteidigung des Landes kein Gewinn durch Landeroberung oder Kriegsbeute abgefallen war. Zudem forderten viele Sekten des Buddhismus Zuwendungen, da sie den Kamikaze auf ihr Lesen von Sutras begründeten. Nach den Mongoleneinfällen sollte das Inselreich Japan bis zum Pazifikkrieg im 20. Jh. nie wieder von einer ausländischen Macht angegriffen werden.
In ihrem Unmut wandten sich vor allem die Familien der Ashikaga und der Nitta wieder mehr dem Kaiser zu. Dies machte sich schließlich der Tennō Go-Daigo zunutze, um das Shogunat der Hōjō 1333 zu stürzen und mit einer Restauration der kaiserlichen Macht zu beginnen. Die sogenannte Kemmu-Restauration hatte aber nur wenige Jahre Bestand, vor allem aufgrund unterschiedlicher Interessen Go-Daigos und der Ashikaga. Die Ashikaga ergriffen die Macht und setzten einen eigenen Kaiser ein. Go-Daigo errichtete daraufhin eine neue Residenz südlich der Hauptstadt Kyōto. Der Hof war in einen nördlichen (Kyōto) und südlichen Hof (Yoshino) gespalten (Zeit der Nord- und Südhöfe). Go-Daigo konnte sich nur durch die großen Samuraifamilien halten, die hinter ihm standen. Das Ashikaga-Oberhaupt wurde zum Shōgun ernannt, den sogar China als König von Japan anerkannte. Die Ashikaga eröffneten den Handel mit dem chinesischen Kaiserhof wieder. 1392 endete der Konflikt zwischen Südkaiser und Nordkaiser mit Go-Kameyamas, des Urenkels Go-Daigos, Verzicht auf seine Herrschaftsansprüche.

## Religion
In der Kamakura-Zeit traten Volksprediger auf den Plan, die ein neues Verständnis des Buddhismus hatten. Die Lehre wurde vereinfacht und war so nicht nur dem Adel zugänglich, sondern auch dem einfachen Volk. Hier sind besonders fünf Mönche der Tendai-Schule zu nennen:
1. Eisai (1141–1215) als Gründer der Rinzai-shū,
2. Dōgen (1200–1253) als Gründer der Sōtō-shū,
3. Hōnen (1133–1212) als Gründer der Jōdo-shū,
4. Shinran (1173–1262) als Gründer der Jōdo-Shinshū und
5. Nichiren (1222–1282) als Gründer der Nichiren-shū.

## Liste der Shogune
1. Minamoto no Yoritomo (1147–1199, r. 1192–1199)
2. Minamoto no Yoriie (1182–1204, r. 1202–1203)
3. Minamoto no Sanetomo (1192–1219, r. 1203–1219)
4. Kujō Yoritsune (1218–1256, r. 1226–1244)
5. Kujō Yoritsugu (1239–1256, r. 1244–1252)
6. Prinz Munetaka (1242–1274, r. 1252–1266)
7. Prinz Koreyasu (1264–1326, r. 1266–1289)
8. Prinz Hisaaki (1276–1328, r. 1289–1308)
9. Prinz Morikuni (1301–1333, r. 1308–1333)